# Abutilon pannosum
Abutilon pannosum är en malvaväxtart som först beskrevs av Forst. f., och fick sitt nu gällande namn av Diederich Franz Leonhard von Schlechtendal. Abutilon pannosum ingår i släktet klockmalvor, och familjen malvaväxter.

## Underarter
Arten delas in i följande underarter:
- A. p. figarianum
- A. p. scabrum